# Мерфи, Алелия
Алелия Мерфи (англ. Alelia Murphy, урожд. Стюарт; 6 июля 1905 года — 23 ноября 2019 года) — американская долгожительница. С 8 января 2019 года до момента своей смерти — старейшая живущая жительница США.

## Биография
Алелия Мерфи родилась 6 июля 1905 года в Грифтоне, Северная Каролина. Она была одной из двенадцати детей Джона и Хэтти Стюарт. После окончания местного колледжа, в 1926 году переехала в Нью-Йорк. 7 октября того же года Алелия вышла замуж за Ферда Мерфи, с которым прожила 27 лет до его смерти. Занималась ручным изготовлением шляп, с удовольствием шила и пекла. Также она утверждала, что любила танцы. До 90 лет самостоятельно оплачивала свои счета. Её любимый слоган: «Нет времени спать. Спи, когда умрёшь!»
По состоянию на 2018 год двое из её детей были живы.
В январе 2019 года, после смерти Лесси Браун, она стала старейшим живущим человеком в США. 
Алелия Мерфи умерла 23 ноября 2019 года. По совпадению, она умерла в тот же день, что и старейший мужчина США — СП Кроуфорд, хотя последний был на 2 года моложе.